# Casa Manuel Arnús
La Casa Manuel Arnús o el Pinar és un edifici modernista situat al carrer del mateix nom de Barcelona, al peu del funicular del Tibidabo, catalogat com a bé cultural d'interès local. Actualment és la seu de la Fundació Asepeyo.

## Història
Va ser projectat el 1904 per l'arquitecte Enric Sagnier per al metge Manuel Arnús i Fortuny (1852-1930), nebot d'Evarist Arnús i de Ferrer. El nom del Pinar fa referència al bosc que envolta la casa, que Sagnier va respectar.
Durant la Guerra Civil va acollir refugiats i després va quedar abandonat i es van malmetre tant l'interior com l'exterior. Més tard va passar a mans de la comunitat religiosa Filles de la Caritat de Sant Vicenç de Paül.
El 1976 fou adquirit per la Fundació Asepeyo, que n'encarregà la restauració a l'arquitecte Josep Maria Armengou i Vives, acabada l'any 1991.

## Descripció
Concebut inicialment com a habitatge unifamiliar aïllat, és un edifici de considerables dimensions envoltat per una pineda enjardinada amb paraments de rocalla. La finca és limitada per un sòlid mur al qual s'adossa la casa destinada a porteria.
L'immoble té l'aspecte de palau-castell. Format per un cos central de planta de creu amb quatre ales cobertes a dos vessants i revestides de rajoles. Té també diversos cossos amb coberta plana adossats entre les ales, així com dues torres (una quadrada amb teulat piramidal i l'altra octogonal i emmerletada, rematada per una coberta cònica). A l'interior hi ha una noble escalinata a la dreta de l'espaiós vestíbul que dona accés a la planta superior. També disposa d'una petita capella per al culte.

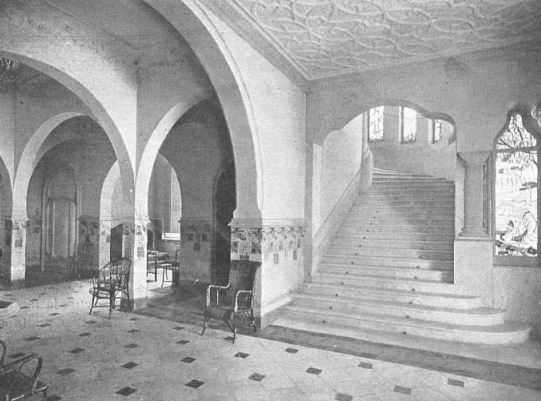
Pati i escala - any 1904

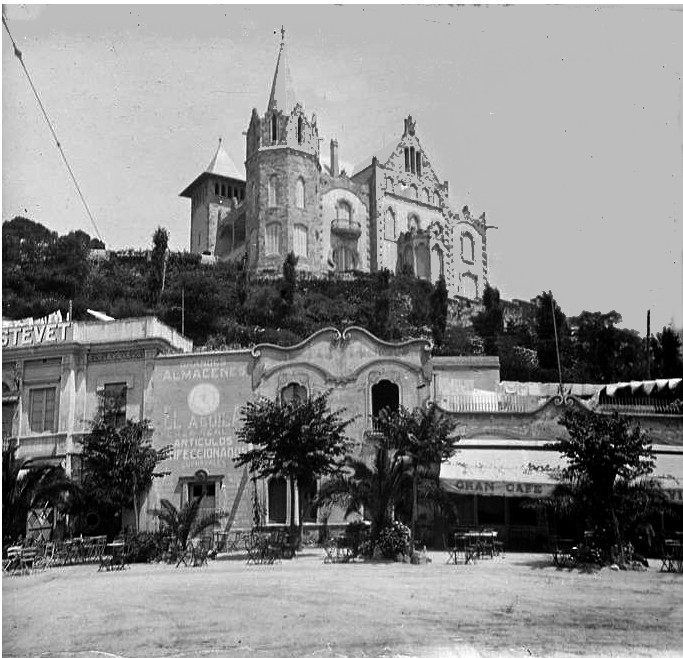
Any 1918